# Alfred Boissonnet
Pour les articles homonymes, voir Boissonnet.
André Denis Alfred Boissonnet (19 décembre 1812 à Sézanne - 16 mars 1904 à Paris, inhumé à Sézanne) est un général et homme politique français du XIXe siècle.

## Biographie
André Denis Alfred Boissonnet est le fils du baron André Barthélémy Boissonnet, général du génie et frère d'un général d'artillerie, le baron Estève Boissonnet,« geôlier » d'Abd el-Kader.
Sorti lui-même de l'École polytechnique, en 1834, avec le grade de sous-lieutenant, il passe successivement lieutenant en 1836, capitaine en 1840, chef d'escadron en 1855, lieutenant-colonel en 1860, colonel en 1864 et général de brigade le 27 octobre 1870.
Ses campagnes en Algérie, à Rome, en Crimée, lui valent la croix du commandeur de la Légion d'honneur (6 mars 1867).
Il est blessé trois fois à l'ennemi, dont deux fois grièvement au siège de Rome en 1849, et devant Sébastopol en 1855.
Il vient d'être nommé commandant en second de l'École polytechnique, quand éclate la guerre franco-prussienne de 1870. Il prend part, comme chef d'état-major général du génie, aux divers combats livrés sous Metz. Fait prisonnier de guerre, dans cette ville, lors de la capitulation du maréchal Bazaine, il est interné en Allemagne jusqu'à la conclusion de la paix.
De retour en France, il s'occupe assez activement de politique conservatrice. Déjà membre et président du conseil général de la Marne, il tente d'abord de se faire élire représentant de ce département à l'Assemblée nationale (IIIe République) lors d'une élection partielle qui ont lieu en 1873 : il échoue contre le candidat républicain M. Alphonse Picart.
Le 18 décembre 1874, il est fait grand officier de la Légion d'honneur.
Aux élections du 30 janvier 1876, le suffrage des électeurs sénatoriaux de la Marne lui est plus favorable : il l'emporte avec 394 voix sur 752 votants, s'inscrit au centre droit et vote d'abord avec la majorité monarchiste du Sénat, notamment en juin 1877, pour la dissolution de la Chambre des députés, réclamée par le gouvernement du 16 mai.
Mais, en mars 1878, M. Boissonnet est précisément de ceux qui contribuent à déplacer cette majorité de droite à gauche, en se ralliant à la politique « constitutionnelle » du ministère Dufaure : M. Boissonnet appartient alors au petit groupe des sénateurs dits constitutionnels.
Non réélu, le 5 janvier 1879, il n'a alors que 237 voix, tandis que le moins favorisé des candidats républicains, M. Leblond, en obtenait 483, il est mis à la retraite, comme général de brigade, au mois de juin de la même année.
L'Annuaire des châteaux de 1889-1890 le signale au château de Saint-Sauveur près de Gaillac (Tarn), chez sa fille Madame de Saint-Sauveur.

## État de service
- Sorti de l'École polytechnique, comme sous-lieutenant d'artillerie (1834) ;
- lieutenant (1836) ;
- Capitaine (1840) ;
- Chef d'escadron (1855) ;
- Lieutenant-colonel (1860) ;
- Colonel (1864) ;
- Général de brigade (27 octobre 1870) ;
- Commandant en second de l'École polytechnique (1870) ;
- Chef d'état-major général du génie (1870) ;
- Prisonnier de guerre (1870-1871).

## Campagnes
- Campagne d'Algérie ;
- Expédition de Rome :
  - Siège de Rome (1849) ;
- Guerre de Crimée :
  - Siège de Sébastopol (1854) ;
- Guerre franco-prussienne de 1870 :
  - Siège de Metz (1870).

## Blessures
Il est blessé trois fois à l'ennemi, dont deux fois grièvement au siège de Rome en 1849, et devant Sébastopol en 1855.

## Décorations
- Grand officier de la Légion d'honneur[1]
  - Commandeur (6 mars 1867), puis,
  - Grand officier de la Légion d'honneur (18 décembre 1874).

## Autres fonctions
- Membre puis président du conseil général de la Marne ;
- Sénateur de la Marne (30 janvier 1876 - 5 janvier 1879).

## Vie familiale
Alfred Boissonnet est le plus jeune des fils de André Barthélémy Boissonnet et Anne-Marie de La Touche (1777 ✝ 1859). L'un de ses frères aînés, le baron Estève Boissonnet dit Estève Boissonnet de La Touche, général d'artillerie était le gardien d'Abd el-Kader lors de sa détention en France.
Alfred épouse, le 5 octobre 1850 à Sézanne (Marne), Adélaide Louise Sidonie Le Merle du Verger (4 octobre 1829 - Sézanne ✝ 29 avril 1862 - Sézanne). Ensemble, ils ont :
- Marie Julie Denise (avril 1857 ✝ 24 mai 1857 - Paris, inhumée à Sézanne) ;
- Alfred Eugène Marie (17 septembre 1858 - Sézanne ✝ 1915, inhumé à Sézanne), chef d'escadron de cavalerie, capitaine au 23e régiment de dragons, chevalier de la Légion d'honneur, marié, le 9 octobre 1913 à Paris, avec Léontine Picard (1872 ✝ 1964), sans postérité ;
- Marie Julie Stéphanie (1860 ✝ 7 octobre 1905 - Glanges (Haute-Vienne), inhumée à Sézanne), mariée, le 16 octobre 1886 à Paris, avec Amédée de Saint-Sauveur (1839 ✝ 1915), dont postérité ;
- Marie Pierre Paul (avril 1862 - Arras ✝ 11 mai 1862 - Arras, inhumé à Sézanne).

## Armoiries
« Armes des Barons Boissonnet et de l'Empire : Écartelé : au 1, d'argent, à une armure de sable ; au 2, d'or plein ; au 3, de sinople, à un rouleau déployé d'argent, sur lequel est dessiné un polygone de sable (en forme de deux triangles vidés, entrelacés en forme d'étoile à six rais) ; au 4, d'azur, à trois étoiles d'argent, accompagnés en chef d'un croissant du même ; au canton des Barons militaires brochant. »